# Полобицы
Поло́бицы (фин. Polovitsa) — деревня в Большеврудском сельском поселении Волосовского района Ленинградской области.

## История
Впервые упоминается в Писцовой книге Водской пятины 1500 года как сельцо Подлобицы в Богородицком Врудском погосте.
На карте Ингерманландии А. И. Бергенгейма, составленной по шведским материалам 1676 года, она обозначена как деревня Polobitsa.
На шведской «Генеральной карте провинции Ингерманландии» 1704 года — как мыза Polovitz hof.
Деревня и мыза Полобицы обозначены на «Географическом чертеже Ижорской земли» Адриана Шонбека 1705 года.
На карте Ингерманландии А. Ростовцева 1727 года она упоминается как деревня Полабицы.
Согласно карте Санкт-Петербургской губернии Ф. Ф. Шуберта 1834 года деревня называлась Полобицы и состояла из 31 крестьянского двора.

ПОЛОБИЦЫ — деревня принадлежит тайному советнику Пейкер, число жителей по ревизии: 44 м. п., 44 ж. п.
 
ПОЛОБИЦЫ — деревня принадлежит адмиральше Моллер, число жителей по ревизии: 89 м. п., 85 ж. п. (1838 год)

В пояснительном тексте к этнографической карте Санкт-Петербургской губернии П. И. Кёппена 1849 года она записана как деревня Polobitz (Полобицы, Полосицы) и указано количество её жителей на 1848 год: савакотов — 13 м. п., 24 ж. п., всего 37 человек, русских — 123 человека.
На карте профессора С. С. Куторги 1852 года обозначена одна деревня Полобицы, состоящая из 31 двора.

ПОЛОБИЦЫ  — деревня жены полковника Энько-Даровской, 10 вёрст по почтовой, а остальные по просёлочной дороге, число дворов — 3, число душ — 10 м. п.

ПОЛОБИЦЫ  — деревня вдовы адмирала Моллера, 10 вёрст по почтовой, а остальные по просёлочной дороге, число дворов — 20, число душ — 68 м. п. (1856 год)

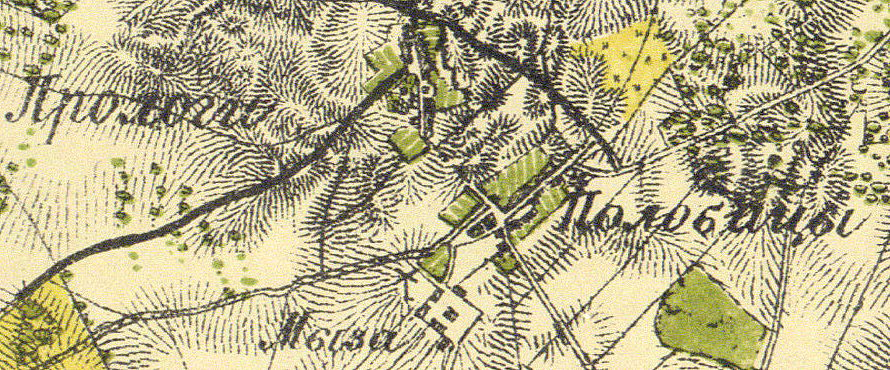
Деревня Полобицы на карте 1860 года

Согласно карте Санкт-Петербургской губернии 1860 года к югу и по смежеству с деревней Полобицы располагалась мыза и ветряная мельница.

ПОЛОБИЦЫ — деревня владельческая при колодце, по правую сторону Рожественского тракта, от Ямбурга в 33 верстах, число дворов — 25, число жителей: 70 м. п., 83 ж. п.

ПОЛОБИЦЫ — деревня владельческая при колодце, по правую сторону Рожественского тракта, от Ямбурга в 33 верстах, число дворов — 4, число жителей: 10 м. п., 15 ж. п. (1862 год)

Согласно материалам по статистике народного хозяйства Ямбургского уезда 1887 года имение при селении Полобицы площадью 1084 десятины принадлежало статскому советнику К. Н. Кузьмину, имение было приобретено частями в 1885—1886 годах за 4500 рублей.
В конце XIX — начале XX века деревня административно относилась ко Врудской волости 1-го стана Ямбургского уезда Санкт-Петербургской губернии. Население деревни было смешанным — финско-русским.

С 1923 по 1924 год деревня Полобицы входила в состав Овинцевского сельсовета Врудской волости Кингисеппского уезда.
С 1924 года в составе Мало-Врудского сельсовета.
С 1926 года вновь в составе Овинцевского сельсовета. Согласно данным переписи населения СССР 1926 года в деревне Полобицы проживали 108 человек, все русские.
С 1927 года в составе Молосковицкого района.
В 1928 году население деревни также составляло 108 человек.
С 1931 года в составе Волосовского района.
По данным 1933 года деревня Полобицы входила в состав Овинцевского сельсовета Волосовского района.

План деревни Полобицы. 1938 год

Согласно топографической карте 1938 года деревня насчитывала 23 двора, в деревне находились сельсовет и школа.
С 1 августа 1941-го по 31 декабря 1943 года германская оккупация.
С 1954 года в составе Молосковицкого сельсовета.
С 1963 года в составе Кингисеппского района.
С 1965 года вновь в составе Волосовского района. В 1965 году население деревни составляло 88 человек.
По данным 1966 года деревня Полобицы находилась в составе Молосковицкого сельсовета.
По административным данным 1973 и 1990 годов деревня Полобицы входила в состав Врудского сельсовета с административным центром в посёлке Вруда.
В 1997 году в деревне Полобицы проживали 116 человек, деревня относилась ко Врудской волости, в 2002 году — 107 человек (русские — 46 %, езиды — 45 %), в 2007 году — 115 человек.

## География
Деревня расположена в центральной части района на автодороге 41К-045 (Большая Вруда — Овинцево).
Расстояние до административного центра поселения — 6 км.
Расстояние до ближайшей железнодорожной станции Вруда — 8 км.

## Демография
| 1862 | 2002 | 2007 | 2010 | 2017 |
| ---- | ---- | ---- | ---- | ---- |
| 178  | ↘107 | ↗115 | ↘104 | ↗148 |

### Национальный состав
Согласно данным Всероссийской переписи населения 2021 года в деревне проживали 148 человек, из них:
 русские — 85, езиды — 53, армяне — 8, азербайджанцы — 1, другие национальности — 1 человек.

## Достопримечательности
- Близ деревни находится курганно-жальничный могильник XI—XIV веков[32].